# 格闘探偵団
『格闘探偵団』（かくとうたんていだん）は、小林まことによる日本の漫画。『イブニング』（講談社）に連載された。単行本は講談社イブニングKCから全5巻。

## 概要
小林の代表作である『1・2の三四郎』、『1・2の三四郎 2』の続編であり、前2作ではプロレスラーだった東三四郎がリングを離れて私立探偵としてさまざまな事件を解決する様が描かれている。単行本1巻はいくつかの事件が収録された短編で、2巻以降は単行本2冊分の長編ストーリーとなっている。

## 物語
前作『1・2の三四郎 2』のラストで赤城欣市を破り、前途洋洋だと思われていた東三四郎率いるドリームチーム。しかし、とある大手興行会社から持ちかけられた八百長試合に応じ、負けるはずだった三四郎が試合開始早々放った牽制のパンチ一発で相手はノックアウト、仕方なく自分から倒れ込み、完全に気絶した相手から腕ひしぎ逆十字を受けて負けるという形に持ち込むも観客にはモロバレで大失敗に終わり、格闘界から完全に干されてしまう。
そして数年後。五頭信と結婚し、クリーニング店を経営していた元ドリームチームのほたる（旧姓：本間）は、公園で見かけたやけにガタイのいいホームレスが消息不明となっていた三四郎であることに気づき、愕然とする。ついにここまで落ちぶれてしまったのか……と嘆く五頭夫妻だったが、実は三四郎は私立探偵として個人事務所を開いており、ホームレス姿は浮気調査の張り込みのための変装だった。
かくして、リングの上で最強だった東三四郎が、頭脳を使わずその動物的カンと格闘能力を活かして力づくで事件を解決する異色探偵ストーリーが始まった。
序章
単行本1巻。
突如、大柄なホームレスが登場。彼こそは、かつてのドリームチームのエース、現在は探偵の東三四郎その人であり、浮気調査のためにホームレスに変装していた。「変装の名人」を自称する三四郎であるが、図体がデカいため、何に変装しても目立ってしまう。
前半はオムニバスの短編形式でウ・チーノとの出会いのエピソードなどもある。かつての仲間も小出しに登場する。
金本家編
単行本1巻。
12年間行方不明だった金本陽二の所在探しを妹・紀美子から依頼された三四郎。居所を付き止め、陽二宅を訪問したが、そこにあったのは陽二の無残な死体だった。運が悪い事に、三四郎は犯人にでっち上げられる。真犯人究明のために動き出した東探偵事務所の面々。しかし真犯人は意外な人物だった。
ブラックマンバ編
単行本2巻〜3巻。
大学教授より、行方不明となった娘の捜索を依頼された三四郎。その捜査の過程で、警察より同様の美女が行方不明となる事件が多発していることを知らされる。実は「ブラックマンバ」を自称する大金を持つ謎の人物が、誘拐団を組織し、閉鎖されたホテル内で、快適な環境だが外には出られないガラス張りの部屋内に半裸で閉じ込めた被害者たちを外から眺めて楽しむ「飼育」をしていた。
末端の誘拐グループの1つを叩き潰すなど、三四郎は事件の核心に徐々に迫りつつあったが、ブラックマンバの魔手は三四郎の妻である志乃にまで及ぶ。ドリームチーム軍団はブラックマンバ本拠のある孤島に乗り込み、約100名の誘拐団との決戦に挑む。
走れ!タッ君編
単行本4巻〜5巻。
かつてドリームチームを格闘界から追放した興行会社社長が三四郎の事務所を訪れる。彼の幼い孫娘が、三四郎に遺恨がある中国人系犯罪組織「猫頭（にゃとう）」に誘拐され、その身代金10億円を三四郎に持って来させるように要求したというのだ。孫娘を心配する社長の必死の懇願に、三四郎は自分の命を狙った罠であることを承知の上で依頼を受けることに。
だが、警察には知らせていないはずの身代金取引現場には、何故か大量の警官が張り込んでいた。猫頭とは無関係の誘拐事件が発生しており、偶然にも2つの事件の身代金受け渡しが重なっていたのだ。猫頭のことが警察に知られると人質が殺されるため、三四郎は警官たちをなぎ倒してその場を脱出する羽目に。
成り行き上、もう1つの事件の犯人と誘拐された自閉症児「タッ君」と行動を共にし、誘拐犯として警官から追われることになった三四郎は、タッ君の自閉症特有の突拍子もない行動に振り回されながらも、再度の猫頭との接触を図る。

## 登場人物
東 三四郎（あずま さんしろう）
八百長失敗によるドリームチーム崩壊後、私立探偵を開業し、レスラーは休業中（本人談）。動物的な野生のカンを持ち、格闘能力を活かして、やっかいな揉め事が起きても、力ずくで捩じ伏せてしまう為、浮気調査、行方不明者捜索、殺人事件に至るまで、依頼達成率は何気に高い。会社も大手銀行からの依頼が来る程に評判は良いようである。企業からの依頼を達成し、自社ビルを手に入れる程に成功を収めている。仲間達からは、プロレスに復帰などせず、このまま探偵を続けることを進められている。体がでかすぎる為、変装は苦手。
東 志乃（あずま しの）
三四郎の妻。自身の浪費癖が原因で別居していたが、金本殺人事件で夫の危機を知ったのが切っ掛けで復縁。健康的な美乳と美脚、さらに露出の高い服装をするため、しばしば三四郎を悩ませる。旧姓「北条」。
ウ・チーノ
三四郎が依頼された事件の犯人（ストーカー）。不運にも盗聴、盗撮、解錠の特技を三四郎に見込まれてしまい、無理矢理探偵事務所の従業員にされた。元は学習塾講師だった。探偵としては優秀で事務所の戦力となっている。
五頭 信（ごず しん）
ドリームチーム崩壊後、「五頭クリーニング」を経営。ドリームチーム時代に出会った女子高生・ほたると結婚し、長女「もも」を儲ける。変装だと知らなかったとはいえ、ホームレス姿となった三四郎を真剣に時給600円で雇おうとした。以後も東探偵事務所に関わっていく。
五頭 ほたる（ごず ほたる）
五頭の妻。旧姓「本間」。元ドリームチームの女子プロレスラーで、現在は五頭とクリーニング店を経営。専業主婦になっても、格闘技術は衰えていない。
西上 馬之助（にしがみ うまのすけ）
三四郎とは高校からの同級生。ドリームチームでは覆面レスラー「オコノミマン」として活躍。崩壊後は、一度は別れたミス沖縄の妻と復縁し、横浜でお好み焼き屋を経営。五頭同様、東探偵事務所に関わって行く。
成海 頁二（なるみ ぺいじ）
ドリームチーム解散後も唯一格闘家として活動していた長身のレスラー。ボブ・サップに8秒でKOされ引退。以後は三四郎を頼り、東探偵事務所で働く事になる。服装はいつもトレンチコート。セリフは『ウガァ』のみ。
美鈴 亮（みすず りょう）
ドリームチームのデスマッチレスラー「美鈴拳」の一人息子。レスリングで学生チャンピオンまでになるが、天下無双大学を中退し家出する。その後、三四郎と再会して東探偵事務所で働く事になる。夢はレスラーになり三四郎と戦うこと。
南小路 虎吉（みなみこうじ とらきち）
三四郎と馬之助の高校からの同級生。現在は売れっ子の漫画家。格闘技の試合には足を運ぶ。
蛇野 鱗
警視庁警部。強力な眼力と、催眠術とも誘導尋問とも取れる不思議な話術で相手に容疑を認めさせる能力を持っており、その力で三四郎にやってもいない金本陽二殺害を自白させてしまう。
事件解決後、そのことで三四郎に文句を言われるが「お前は正義の為に探偵をやってる」と逆に暗示をかけ、以後は東探偵事務所を利用するという、とんでもない食わせ者。口癖は「だめだ…」。
同作者の自伝的作品青春少年マガジン1978〜1983で、月刊少年マガジン、週刊モーニング、月刊アフタヌーンなどの編集長を歴任した栗原良幸がモデルであると明かされている。
三条（さんじょう）
若年性脱毛症ではあるが、28歳の刑事。学生時代はドリームチームのファンで、赤城欣一戦も会場で観戦していた。
参豪 辰巳（さんごう たつみ）
三四郎、馬之助、虎吉の高校へ転校後、3人と格闘部で青春を渡り歩いた。現在はO・U大学柔道部コーチ。
三五 十五（さんご じゅうご）
同著者作品『柔道部物語』の主人公。シリーズ前作『1・2の三四郎 2』に続いての友情出演。妻・ひろみとの間に3児を儲け、現在4児目を妊娠している。期待されていたオリンピックで1回戦敗退し、雪辱に燃えている。
猫 雲若（にゃ うんにゃ）
中国マフィア「猫頭」のボス。アジトで三四郎に暴れられ、恨みを持つ様になる。
伴 隆文（ばん たかふみ）
ダイエット食品会社「エリーゼ」の社長。立ち上げからわずか5年で会社を業界3位まで押し上げた天才経営者。バブル期の学生時代、親の遺産を元手に株や土地への投資でボロ儲けしたが、バブル崩壊で全てを失ったという過去を持つ。
格闘技ファンで、三四郎にリング復帰を勧め、興行のバックアップをすると申し出る。
湯沢 拓也（ゆざわ たくや）
日野山養護学校に通う10歳の四年生。愛称は「タッ君」。多動で言語障害の自閉症で、横浜市からA1判定の療育手帳を交付されている。親から離れた隙を突かれ、身代金目的に誘拐されてしまう。モデルは作者の実子。
小川 直也（おがわ なおや）
「暴走王」の異名を持つプロレスラー。柔道選手時代に三四郎に一方的にAVをプレゼントされたのが縁で（というかそれを恩に着せられ）、三四郎の復帰戦での対戦オファーを一億円で受ける。

## 書誌情報
小林まこと 『格闘探偵団』 講談社（イブニングKC）、全5巻 
1. 2003年9月発売、ISBN 978-4063520385
2. 2004年5月発売、ISBN 978-4063520729
3. 2004年12月発売、ISBN 978-4063520941
4. 2006年1月発売、ISBN 978-4063521320
5. 2006年1月発売、ISBN 978-4063521337